# Synaptula secreta
Synaptula secreta is een zeekomkommer uit de familie Synaptidae.
De wetenschappelijke naam van de soort werd in 1957 gepubliceerd door A.A. Ancona Lopez.